# Le Bois des amants
Pour plus de détails, voir Fiche technique et Distribution.
Le Bois des amants est un film franco-italien réalisé par Claude Autant-Lara et sorti en 1960.

## Synopsis
Pendant la seconde guerre mondiale, Herta von Stauffen, militaire dans l'armée allemande, vient en Bretagne rejoindre son mari pour la veillée de Noël. Mais celui-ci, colonel des troupes d’occupation, est indisponible car il est de service ce jour-là : elle doit se résoudre à s’installer temporairement chez une veuve pour l’attendre. Peu à peu, elle s'éprend du fils de la veuve, un parachutiste français, qui vient justement d'être envoyé de Londres pour guider un raid de bombardiers de la RAF.
Elle a l'occasion de le dénoncer mais ne le fait pas. Et le parachutiste, de son côté, en vient à négliger sa mission pour succomber à leur passion. C'est la mère, résistante bretonne intransigeante, qui éliminera la tentatrice, trop tard néanmoins pour que la mission du parachutiste réussisse.

## Fiche technique
- Titre original : Le Bois des amants
- Réalisation : Claude Autant-Lara
- Assistante réalisateur : Ghislaine Auboin
- Scénario : René Hardy, Jacques Rémy et Ghislaine Auboin (non créditée) d'après la pièce en trois actes de François de Curel Terre étrangère[1].
- Script-girl : Claude Vériat
- Décors : Max Douy, assisté de Jacques Brizzio et de Pierre Guffroy
- Directeur de la photographie : Jacques Natteau
- Son : René-Christian Forget
- Montage : Madeleine Gug, assistée d'Inès Collignon
- Musique : René Cloërec (Éditions musicales Ray Ventura)
- Production : Ray Ventura, Marcello Danon
- Société de production :  Da.Ma. Cinematografica,  Hoche Productions
- Sociétés de distribution : Cocinor / en DVD : LCJ Editions
- Pays de production :  France -  Italie
- Langue d'origine : français
- Format : Noir et blanc — 35 mm — Son mono
- Genre : Comédie dramatique
- Durée : 95 minutes
- Tournage : du 22 janvier au 18 mars 1960 à Douarnenez, Quimperlé, Le Pouldu, Forêt de Toulfoën et aux Studios de Billancourt
- Date de sortie : France : 3 août 1960
- Affiche : Macario Gómez Quibus (Espagne)

## Distribution
- Laurent Terzieff : Charles Parisot
- Erika Remberg : Herta von Stauffen
- Françoise Rosay : Mme Parisot
- Horst Frank : le colonel von Stauffen
- Gert Fröbe : le général commandant les troupes d'occupation
- Hans Verner : l'interprète
- Louis Saintève : le curé
- Lutz Gabor : le lieutenant Müller
- Claude Farell
- Richard Larke : le lieutenant-instructeur de la RAF
- Christian Melsen
- Claude Vernier : un soldat allemand
- Monique Bertho : Jeannette
- Charles Bayard : le passager du train
- Louis Saintève : le curé
- Victor Tabournot
- Paul Violette
- Marcel Bernier : un soldat allemand
- Jimmy Perrys : Ernest, un cheminot
- Albert Daumergue : le sommelier
- Gottfried John : le téléphoniste
- Roland Malet ; un soldat allemand
- Raymond Pierson : un soldat allemand
- Jenny Jendrich
- la voix de Roger Rudel : un agent des chemins de fer

## Autour du film
- On a dit ce film simpliste et manichéen, mais il contient par bien des aspects une intensité dramatique racinienne. De bonne répliques aussi, telle celle de F. Rosay, disant fièrement à l'Allemande "Il y a encore des Français qui ne sont ni morts ni prisonniers."
- Caricaturale, mais hélas trop authentique, la méchante intransigeance du colonel Gert Froebe, qui empêche la rencontre de l'épouse venue de si loin, en fausse permission, pour voir son mari, qu'elle connaît si peu.
- "Votre mari ne viendra pas vous retrouver, parce qu'il est à ma recherche, et que moi, je suis ici. C'est ce qu'on appelle un cercle vicieux!", ironise Terzieff, qui retrouve son personnage grinçant des "Tricheurs".